# Antibotritici
Gli antibotritici sono una categoria di fitofarmaci, utilizzati nella lotta agli ascomiceti, agenti patogeni che colpiscono in modo grave le principali colture agricole. Fra esse si ricordano Botrytis cinerea Botriotynia fuckeliana, nota anche come Muffa Grigia della vite; Taphrina deformans, o Bolla del Pesco, Sclerotinia spp. (Monilia laxa) e "Monilia fructigena" o Moniliosi delle drupacee (Marciume dei frutti)
Tali molecole vengono suddivise in base alla specificità mostrata nel contenere una o più malattie.

## Tipi di antibotritici
| Antibotritici ad azione specifica |                                         |
| Benzimidazolici                   | Tiofanate metile                        |
| Dicarbossimici                    | Pyrimethanil, Ciprodinil                |
| Fenil-pirroli                     | Fludioxonil (in miscela con Ciprodinil) |
| Idrossi-anilidi                   | Fenexamid                               |
| Antibotritici ad azione mista     |                                         |
| Antiperonosporici                 |                                         |
| Ftalmidici                        | Folpet, Captano                         |
| Nitrilici                         | Clortalonil                             |
| Anilidi                           | Diclofluanide                           |
| Antioidici                        |                                         |
| Anilidi                           | Boscalid.                               |
| Antibotritici biologici           |                                         |
| Bacillus subtilis                 |                                         |
| Trichoderma harzianum             |                                         |
| Ulocladium oudemansii             |                                         |